# Mario Carli
Mario Carli (né le 30 décembre 1888 à San Severo, dans la province de Foggia, Pouilles - mort le 9 septembre 1935 à Rome) est un écrivain et un journaliste italien.

## Biographie
Né à San Severo d'un père romagnol et d'une mère puglièse, Mario Carli grandit à Florence. Dans les années 1910, il rencontre Filippo Tommaso Marinetti et adhère au futurisme, en participant activement à la Patrouille azur (pattuglia azzurra). Après avoir participé à la Première Guerre mondiale, il se rapproche des Arditi et rejoint Gabriele D'Annunzio à Fiume. Proche de l'aile révolutionnaire de gauche [citation nécessaire] lors de l'entreprise de Fiume, il dirige le Testa di Ferro, journal des légionnaires de gauche.
Le 7 janvier 1919, Mario Carli, proche de l'ultra-nationalisme , crée à Rome la première association d' arditi, composée des troupes de choc de la Première guerre, dont de nombreux repris de justice. Aux côtés du poète futuriste Marinetti et de Mussolini, il fait partie des 119 personnes présentes lors de la réunion de fondation des Faisceaux italiens de combat, le 23 mars 1919.
Son article Arditi, non gendarmi, publié dans le journal L'Ardito , signe la fin de l'entente entre les Arditi d'Italia, ultra-nationalistes, et donne naissance, en 1921, aux Arditi del Popolo, qui s'opposent aux squadristi fascistes.
Au cours de cette période Carli publie son roman Trilliri.
Après plusieurs atermoiements, il adhère définitivement au fascisme. Avec son ami écrivain Emilio Settimelli, il dirige le quotidien L’Impero, représentant l'aile sociale du parti fasciste.
Personnage indocile et rebelle, dans les années 1930, il devient diplomate et consul général d'Italie à Porto Alegre, au Brésil, puis à Salonique en Grèce.
Malade, il meurt le 9 septembre 1935 à Rome à l'âge de 47 ans.

## Ses œuvres
Carli a écrit de nombreux textes dont le roman expérimental Retroscena (1915) et le livre Con d’Annunzio a Fiume (1920), qui évoque sa participation à l'entreprise de Fiume. En 1923 il publie La mia divinità qui contient des poèmes en prose dont  Notti filtrate considéré comme un texte  présurréaliste de grande qualité ainsi que, comme indiqué en préambule, "dix moments de somnambulisme lyrique".
La récente revalorisation du futurisme a fait de Carli un écrivain assez réputé. Au centre de sa production, il y a l'exaltation du dynamisme existentiel, avec la conviction que la vie est énergie, méprisant les dangers et les sacrifices.